# 侍ジャパンシリーズ
侍ジャパンシリーズ（さむらいジャパンシリーズ、英語: Samurai Japan Series）は、野球日本代表のうち、日本プロ野球（NPB）の選手を中心にしたワールド・ベースボール・クラシック（WBC）やプレミア12、夏季オリンピック出場を目指す「トップチーム」の強化試合シリーズで、概ね3月、または11月に開催されている。強化試合自体は以前より行われていたが、2018年より「侍ジャパンシリーズ」の名称が初めて使用された。同シリーズは原則日本野球機構（NPB）およびNPBエンタープライズの主催により行われ、WBCの公式強化試合など他の主催試合ではこの名称は使用されていない。
野球の国際親善試合としては、長年アメリカ合衆国のメジャーリーグベースボール（MLB）の選抜チームとNPBの選抜、あるいは単独チームとの対戦を行う「日米野球」などが知られていたが、野球日本代表の強化、並びに世界野球ソフトボール連盟（WBSC）主催の国際大会にプロチームの出場が強化されて以後は、ナショナルチームによる強化試合に充当するようになった。
2023年より、ラグザスが侍ジャパンのタイトルパートナーとなり、NPBエンタープライズ主催の強化試合などについて冠スポンサーとして特別協賛する。

## 試合一覧
2013年の侍ジャパン体制発足以後の、NPB・NPBエンタープライズ主催の強化・壮行試合は以下の通り。ただし、侍ジャパンシリーズと称していないものも含み、練習試合は含まない。
| 開催日 | 開催日   | 大会名                                                            | 結果 | スコア | 対戦相手                                                  | 開催球場                          | 試合詳細 | 備考                             |
| ------ | -------- | ----------------------------------------------------------------- | ---- | ------ | --------------------------------------------------------- | --------------------------------- | -------- | -------------------------------- |
| 2014年 | 11月10日 | 2014 SUZUKI 日米野球 壮行試合                                     | ●    | 0-1    | 福岡ソフトバンクホークス・ 北海道日本ハムファイターズ連合 | 福岡 ヤフオク!ドーム              | 詳細     |                                  |
| 2015年 | 3月10日  | ひかりTV 4K GLOBAL BASEBALL MATCH 2015 侍ジャパン 対 欧州代表     | ○    | 4-3    | 欧州代表                                                  | 東京ドーム                        | 詳細     |                                  |
| 2015年 | 3月11日  | ひかりTV 4K GLOBAL BASEBALL MATCH 2015 侍ジャパン 対 欧州代表     | ●    | 2-6    | 欧州代表                                                  | 東京ドーム                        | 詳細     |                                  |
| 2015年 | 11月5日  | 世界野球 WBSCプレミア12 侍ジャパン強化試合 日本VSプエルトリコ     | ○    | 8-3    | プエルトリコ                                              | 福岡 ヤフオク!ドーム              | 詳細     |                                  |
| 2015年 | 11月6日  | 世界野球 WBSCプレミア12 侍ジャパン強化試合 日本VSプエルトリコ     | ○    | 3-2    | プエルトリコ                                              | 福岡 ヤフオク!ドーム              | 詳細     |                                  |
| 2016年 | 3月5日   | 日本通運 presents 侍ジャパン強化試合 日本vsチャイニーズ・タイペイ | ○    | 5-0    | チャイニーズタイペイ                                      | ナゴヤドーム                      | 詳細     |                                  |
| 2016年 | 3月6日   | 日本通運 presents 侍ジャパン強化試合 日本vsチャイニーズ・タイペイ | ○    | 9-3    | チャイニーズタイペイ                                      | 京セラドーム大阪                  | 詳細     |                                  |
| 2016年 | 11月10日 | 侍ジャパン強化試合                                                | ●    | 3-7    | メキシコ                                                  | 東京ドーム                        | 詳細     |                                  |
| 2016年 | 11月11日 | 侍ジャパン強化試合                                                | ○    | 11-4   | メキシコ                                                  | 東京ドーム                        | 詳細     |                                  |
| 2016年 | 11月12日 | 侍ジャパン強化試合                                                | ○    | 9-8    | オランダ                                                  | 東京ドーム                        | 詳細     |                                  |
| 2016年 | 11月13日 | 侍ジャパン強化試合                                                | ○    | 12-10  | オランダ                                                  | 東京ドーム                        | 詳細     |                                  |
| 2017年 | 2月25日  | 2017 侍ジャパン オープニングマッチ                                | ●    | 0-2    | 福岡ソフトバンクホークス                                  | KIRISHIMAサンマリンスタジアム宮崎 | 詳細     |                                  |
| 2017年 | 2月28日  | アサヒスーパードライ プレゼンツ 侍ジャパン壮行試合                | ●    | 5-8    | CPBL選抜チャイニーズタイペイ                              | 福岡 ヤフオク!ドーム              | 詳細     |                                  |
| 2017年 | 3月1日   | アサヒスーパードライ プレゼンツ 侍ジャパン壮行試合                | ○    | 9-1    | CPBL選抜チャイニーズタイペイ                              | 福岡 ヤフオク!ドーム              | 詳細     |                                  |
| 2018年 | 3月3日   | ENEOS 侍ジャパンシリーズ2018 「日本 vs オーストラリア」           | ○    | 2-0    | オーストラリア                                            | ナゴヤドーム                      | 詳細     |                                  |
| 2018年 | 3月4日   | ENEOS 侍ジャパンシリーズ2018 「日本 vs オーストラリア」           | ○    | 6-0    | オーストラリア                                            | 京セラドーム大阪                  | 詳細     |                                  |
| 2018年 | 11月7日  | ENEOS侍ジャパンシリーズ2018                                       | ●    | 5-6    | チャイニーズタイペイ                                      | 福岡 ヤフオク!ドーム              | 詳細     |                                  |
| 2019年 | 3月9日   | ENEOS 侍ジャパンシリーズ2019 「日本 vs メキシコ」                 | ●    | 2-4    | メキシコ                                                  | 京セラドーム大阪                  | 詳細     |                                  |
| 2019年 | 3月10日  | ENEOS 侍ジャパンシリーズ2019 「日本 vs メキシコ」                 | ○    | 6-0    | メキシコ                                                  | 京セラドーム大阪                  | 詳細     |                                  |
| 2019年 | 10月31日 | ENEOS 侍ジャパンシリーズ2019 「日本 vs カナダ」                   | ●    | 5-6    | カナダ                                                    | 沖縄セルラースタジアム那覇        | 詳細     |                                  |
| 2019年 | 11月1日  | ENEOS 侍ジャパンシリーズ2019 「日本 vs カナダ」                   | ○    | 3-0    | カナダ                                                    | 沖縄セルラースタジアム那覇        | 詳細     |                                  |
| 2021年 | 7月24日  | ENEOS 侍ジャパン強化試合                                          | ●    | 3-5    | 東北楽天ゴールデンイーグルス                              | 楽天生命パーク宮城                | 詳細     |                                  |
| 2021年 | 7月25日  | ENEOS 侍ジャパン強化試合                                          | ○    | 5-0    | 読売ジャイアンツ                                          | 楽天生命パーク宮城                | 詳細     |                                  |
| 2022年 | 3月5日   | ENEOS 侍ジャパンシリーズ2022 「日本vsチャイニーズ・タイペイ」     | -    | -      | チャイニーズタイペイ                                      | 東京ドーム                        |          | 開催中止                         |
| 2022年 | 3月6日   | ENEOS 侍ジャパンシリーズ2022 「日本vsチャイニーズ・タイペイ」     | -    | -      | チャイニーズタイペイ                                      | 東京ドーム                        |          | 開催中止                         |
| 2022年 | 11月5日  | 侍ジャパン強化試合2022                                            | ○    | 5-4    | 北海道日本ハムファイターズ                                | 東京ドーム                        | 詳細     |                                  |
| 2022年 | 11月6日  | 侍ジャパン強化試合2022                                            | ○    | 8-4    | 読売ジャイアンツ                                          | 東京ドーム                        | 詳細     |                                  |
| 2022年 | 11月9日  | 侍ジャパンシリーズ2022 「日本 対 オーストラリア」                 | ○    | 8-1    | オーストラリア                                            | 札幌ドーム                        | 詳細     |                                  |
| 2022年 | 11月10日 | 侍ジャパンシリーズ2022 「日本 対 オーストラリア」                 | ○    | 9-0    | オーストラリア                                            | 札幌ドーム                        | 詳細     |                                  |
| 2023年 | 2月25日  | カーネクスト侍ジャパンシリーズ2023 宮崎                           | ○    | 8-4    | 福岡ソフトバンクホークス                                  | ひなたサンマリンスタジアム宮崎    | 詳細     |                                  |
| 2023年 | 2月26日  | カーネクスト侍ジャパンシリーズ2023 宮崎                           | ○    | 4-2    | 福岡ソフトバンクホークス                                  | ひなたサンマリンスタジアム宮崎    | 詳細     |                                  |
| 2023年 | 3月3日   | カーネクスト侍ジャパンシリーズ2023 名古屋                         | ●    | 2-7    | 中日ドラゴンズ                                            | バンテリンドーム ナゴヤ           | 詳細     |                                  |
| 2023年 | 3月4日   | カーネクスト侍ジャパンシリーズ2023 名古屋                         | ○    | 4-1    | 中日ドラゴンズ                                            | バンテリンドーム ナゴヤ           | 詳細     |                                  |
| 2024年 | 3月6日   | カーネクスト 侍ジャパンシリーズ2024 日本 vs 欧州代表              | ○    | 5-0    | 欧州代表                                                  | 京セラドーム大阪                  | 詳細     |                                  |
| 2024年 | 3月7日   | カーネクスト 侍ジャパンシリーズ2024 日本 vs 欧州代表              | ○    | 2-0    | 欧州代表                                                  | 京セラドーム大阪                  | 詳細     | 日本が継投による完全試合を達成。 |
| 2024年 | 11月9日  | ラグザス 侍ジャパンシリーズ2024 日本 vs チェコ                    | ○    | 7-1    | チェコ                                                    | バンテリンドーム ナゴヤ           | 詳細     |                                  |
| 2024年 | 11月10日 | ラグザス 侍ジャパンシリーズ2024 日本 vs チェコ                    | ○    | 9-0    | チェコ                                                    | バンテリンドーム ナゴヤ           | 詳細     |                                  |
| 2025年 | 3月5日   | ラグザス 侍ジャパンシリーズ2025 日本 vs オランダ                  | ○    | 5-0    | オランダ                                                  | 京セラドーム大阪                  | 詳細     |                                  |
| 2025年 | 3月6日   | ラグザス 侍ジャパンシリーズ2025 日本 vs オランダ                  | ○    | 9-0    | オランダ                                                  | 京セラドーム大阪                  | 詳細     |                                  |
| 2025年 | 11月15日 | ラグザス 侍ジャパンシリーズ2025 日本 vs 韓国                      |      |        | 韓国                                                      | 東京ドーム                        |          |                                  |
| 2025年 | 11月16日 | ラグザス 侍ジャパンシリーズ2025 日本 vs 韓国                      |      |        | 韓国                                                      | 東京ドーム                        |          |                                  |